# 福建省厦门双十中学
福建省厦门双十中学，通称双十中学，是厦门市一所公办全日制完全中学。1919年10月由马侨儒等几位菲律宾华侨和厦门商界人士创办，为纪念辛亥革命，取名“双十”，校庆定为10月10日。1956年被政府接收，改为公办学校。
福建省厦门双十中学是福建省首批重点中学、福建省一级达标高级中学、福建省首批示范性普通高中之一。

## 校区
厦门双十中学有镇海、枋湖、翔安初中、翔安高中四个校区，总占地面积487亩，共181个班级、8860名学生。
镇海校区是初中部，校区面积4万平方米；
枋湖校区是高中部，校区面积11万平方米，提供住宿；
翔安初中校区总用地面积约47,984平方米，总建筑面积约47,189平方米；
翔安高中校区总用地面积约74,890平方米，总建筑面积约83,786平方米。

### 分校、附校
- 福建省厦门双十中学思明分校（展城学校）
- 福建省厦门双十中学漳州分校（2023年更名漳州台商区第一中学）
- 厦门市新店中学（加挂“福建省厦门双十中学翔安分校”）
- 福建省厦门双十中学湖里分校（钟宅民族学校）
- 福建省厦门双十中学金海分校（新浦学校）
- 厦门双十中学海沧附属学校
  - 厦门双十中学海沧附属学校教育集团
    - 厦门市海沧中学初中部、厦门市海沧区第二实验小学、厦门市马銮湾实验学校、厦门双十中学海沧附属学校庚西分校
- 厦门双十中学翔安附属学校（原“厦门市振南中学”）

### 合作校
- 厦门市莲花中学
- 厦门市湖里实验中学
- 厦门市华侨中学

### 合作办学
- 厦门市巷南中学
- 厦门康桥中学

## 历史
1919年在霞溪仔街创校，名为“厦门双十乙种商业学校”，创立时设商业和新闻两科，林珠光任校董会主席，马侨儒任校长。
1924年，迁至鸿山北麓（今镇海校区校址），更名为“厦门私立双十商业中学”；
1925年，扩建为拥有初中部和高中部的六年制中等学校，更名为“厦门私立双十中学”；
1937年，因抗日战争爆发，迁至平和县。学生数一度超过千人；
1946年，抗日战争胜利后，迁回厦门原址；
1956年，政府接收并改制为公立学校，更名为“厦门双十中学”；
1959年，获得“红旗高中”荣誉，并成为福建省第一批重点中学；
1965年，由于文化大革命的破坏，更名为「厦门第八中学」，学校运作曾一度接近瘫痪；
1976年文化大革命结束后，开始复课；
1979年，成为福建省优先复建的第一批重点中学；
1983年，校名恢复为“厦门双十中学”；
1996年，学校通过福建省一级达标学校的验收。
2006年，枋湖校区建成并作为学校的高中部投入使用；同年5月，学校经厦门市教育局、福建省教育厅批准，与澳大利亚圣詹姆士学院举办“中澳双学历高中课程实验班”，后于2016年取消。
2018年，开始筹备翔安校区；
2021年7月11日，翔安初中校区开办；
2022年3月3日，确认为福建省首批示范性普通高中；
2022年9月21日，翔安高中校区开办。

## 学校典故
校名
“双十”，为了纪念1911年10月10日由孙中山先生发起领导的辛亥革命。
校庆
10月10日，为了纪念辛亥革命。
校歌
1922年，前清秀才、国学家、《思明日报》主笔贺仙舫先生受聘双十任国文教员，应首任校长马侨儒之请撰写校歌歌词。谱曲者系20年代鹭江音乐界名人，因年久而佚其名。
校训
校歌歌词中的“勤毅信诚”四字，被马侨儒校长选作校训，沿用至今。
精神
“追求极善，勇为最先”的双十精神

## 办学成果
1987年，双十中学首次取得恢复高考后的总平均分全省第一。1999年起，双十中学高考成绩连续十二年厦门市大连冠，其中扩招前七年内五次居全省第一。进入新千年后的26年高考（2000－2025），已有逾五百名双十学子被北大清华录取（全省唯一，538人）。
| 年度 | 2000 | 2001 | 2002 | 2003 | 2004 | 2005 | 2006 | 2007 | 2008 | 2009 | 2010 | 2011 | 2012 | 2013 | 2014 | 2015 | 2016 | 2017 | 2018 | 2019 | 2020 | 2021 | 2022 | 2023 | 2024 | 2025 | 合计 |
| ---- | ---- | ---- | ---- | ---- | ---- | ---- | ---- | ---- | ---- | ---- | ---- | ---- | ---- | ---- | ---- | ---- | ---- | ---- | ---- | ---- | ---- | ---- | ---- | ---- | ---- | ---- | ---- |
| 北大 | 3    | 5    | 4    | 3    | 12   | 11   | 12   | 6    | 8    | 17   | 8    | 8    | 14   | 17   | 15   | 18   | 13   | 16   | 16   | 14   | 9+1  | 10+1 | 11   | 9    | 8    | 20   | 289  |
| 清华 | 6    | 10   | 11   | 10   | 8    | 8    | 9    | 4    | 8    | 11   | 8    | 7    | 9    | 9    | 11   | 8    | 16   | 8    | 12   | 15   | 5+1  | 8    | 6    | 15   | 12   | 14   | 249  |
| 合计 | 9    | 15   | 15   | 13   | 20   | 19   | 21   | 10   | 16   | 28   | 16   | 15   | 23   | 26   | 26   | 26   | 29   | 24   | 28   | 29   | 14+2 | 18+1 | 17   | 24   | 20   | 34   | 538  |

- 北京大学数学英才班、物理学科卓越人才培养计划，清华大学丘成桐数学科学领军人才培养计划、物理人才培养攀登计划均以入学当年计（北大物理：2025年高二陈哲立，清华数学：2023年高二董皓旸，2024年高一李子奕）。
- 2020年福建理科状元罗开荣（清华）高一、高二就读于双十中学，福建理科榜眼谢涛（北大）为双十中学2019届学子。2021年青海文科状元王延桥（北大）就读于双十中学，回原籍地参加高考。
- 标金为北大清华人数全省第一（2025年北大清华人数为省历史记录），标银为北大清华人数全省第二，标铜为北大清华人数全省第三。

## 学校荣誉
- 福建省五一劳动奖状
- 福建省文明学校
- 福建省素质教育先进校
- 全国首批现代教育技术实验学校

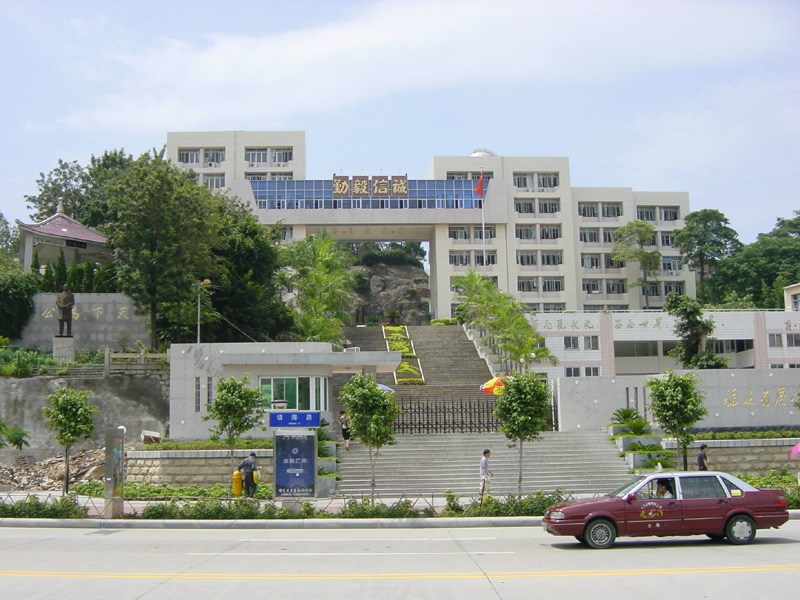
镇海校区外景

- 国家课程改革实验区（厦门市）中学综合实验基地校
- 中国西部教育顾问单位
- 全国绿色学校
- 国际GLOBE（英语：GLOBE Program）学校[7]
- 中国瑞典合作“环境小硕士”中国项目实验学校
- 全国传统体育先进学校
- 全国优秀（示范）家长学校
- 全省军民共建精神文明先进单位
- 福建省基础教育课程改革实验综合基地校
- 福建省青少年科技教育工作先进集体
- 福建省小公民道德建设示范基地
- 福建省红十字会青少年工作模范校
- 福建省天文科普教育先进单位
- 省一级档案管理单位

## 学校领导

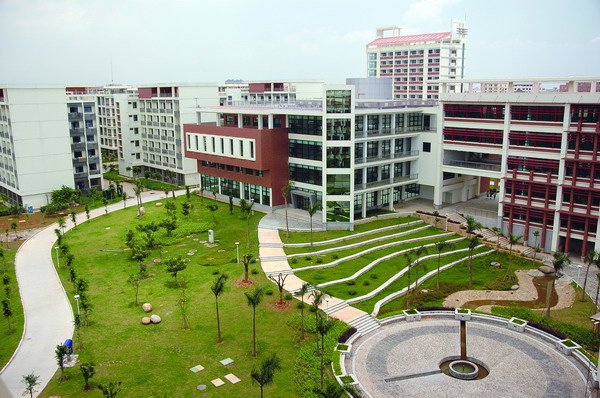
枋湖校区

### 现任领导
2024年7月起，党委书记、校长两职分立。
- 欧阳玲      党委书记
- 黄 强      党委副书记、校长
- 陈红珍      党委副书记、工会主席
- 黄学斌      纪委书记
- 王阳灿      副校长
- 赵向波      副校长
- 刘 明      副校长
- 蔡芝禾      校务顾问、原副校长
- 李海北      校务顾问、原副校长

### 历任校长
- 欧阳玲（任期：2020年－2024年）（注：2024年7月起党委书记、校长两职分立，党委书记不再兼任校长）
- 陈文强（任期：2006年－2020年）
- 陈江汉（任期：2001年－2006年）
- 王毓泉（任期：1989年－2001年）
- 吴叔苑（任期：1980年－1988年）
- 李永裕（任期：1979年－1980年）
- 张克莱（任期：1976年－1979年）
- 陈瑞兰（任期：1972年－1976年）
- 郭秀珍（任期：1969年－1972年）（注：“文革”复课负责人）
- 李永裕（任期：1953年－1966年）
- 张堆金（任期：1951年－1953年）
- 黄卫世（任期：1949年－1950年）
- 吴厚沂（任期：1946年－1949年）
- 张芝麟（任期：1937年－1945年）
- 黄其华（任期：1926年－1937年）
- 马侨儒（任期：1919年－1926年）（注：创办人）

## 友好关系
- 台中市立双十国民中学[9]，自2006年。
- 新西兰惠灵顿中学和惠灵顿女子中学[10]，自2008年。
- 2002年，成为中国数学奥林匹克希望联盟创始成员校之一，后成为中国数学奥林匹克联盟校成员、中国东南地区数学奥林匹克联盟成员、厦门市数学奥林匹克竞赛基地校。
- 北京四中、北京十一中、衡水中学、福州一中、厦门一中等，曾在双十百年校庆发来贺电[11]。

## 合作

### 与高校
- 清华大学
  - 2023年7月3日，获得著名数学家、清华大学丘成桐数学科学中心主任丘成桐先生授权许可，设立“丘成桐少年班”。
- 北京大学
  - 2021年4月8日上午，双十中学（数学、化学、历史三个教研组）被授予“北京大学博雅人才共育基地”[12]；
  - 2023年12月，双十中学（数学、物理、化学、历史四个教研组）入选“北京大学博雅人才共育基地四星级学校”；
  - 2024年3月27日，北京大学为双十中学授牌“北京大学博雅人才共育基地四星级学校”。
- 哈尔滨工业大学
  - 2022年6月23日上午，哈尔滨工业大学—双十中学“小卫星基地班”授牌、启动。
- 厦门大学
  - 2025年7月8日上午，厦门大学与双十中学战略合作协议签约仪式在双十中学梦飞音乐厅举行，共建“王亚南实验班”。
- 同济大学
  - 2022年9月24日，双十中学“同济大学卓越生源基地班”授牌，“同济大学—双十中学人工智能联合实验室”揭牌；
  - 2023年12月4日，同济大学“足球教育基地”授牌。
- 华东师范大学
  - 2022年7月12日，双十中学与华东师范大学“国际数学奥林匹克研究中心厦门实践基地”项目签约。
- 双十中学是清华大学、北京大学、南京大学、南开大学、厦门大学、同济大学、北京师范大学、中国人民解放军国防科技大学、华东师范大学、武汉理工大学、上海财经大学、北京化工大学、中国药科大学、上海外国语大学、香港中文大学（深圳）、华侨大学等高校的优质生源基地。